# Селинус (река, впадает в Коринфский залив)
Селинус (Селинунт, греч. Σελινούντας, др.-греч. Σελινοῦς, лат. Selinus от др.-греч. σέλινον — сельдерей) — река в Греции, в Ахее. Берёт исток на склонах Эримантоса (Эриманфа) у деревни Като-Власия. Впадает в Коринфский залив Ионического моря близ города Эйон у деревни Валимитика.
У устья реки находились древние города Гелика (в 12 стадиях от устья, в междуречье Селинуса и Керинитиса), разрушенный и исчезнувший после землетрясения в 373/372 году до н. э. и последовавшего оползня, вызванного разжижением грунта, и Эгион.